# True Blue (canção)
"True Blue" é uma música da cantora estadunidense Madonna. É a faixa-título do seu terceiro álbum de estúdio, True Blue (1986), e foi lançado como terceiro single do álbum em 10 de setembro de 1986 pela Sire Records. Escrita e produzida pela própria interprete e Stephen Bray, a música lida com os sentimentos de Madonna por seu então marido, Sean Penn. Uma música dance-pop, apresenta instrumentação de um violão, sintetizador, teclados e bateria. O coro principal é apoiado por um coro alternativo, incorporando uma progressão de acordes geralmente encontrada em música doo-wop.
Recebido pelos críticos como uma música retrô alegre e fofa, "True Blue" liderou as tabelas no Reino Unido, Irlanda e Canadá e tornou-se outra música consecutiva entre os dez primeiros nos Estados Unidos para Madonna, alcançando o número três na Billboard Hot 100. O videoclipe original a retratou novamente a cantora com um novo visual, cabelos loiros platinados mais curtos e esportivos. Um vídeo alternativo foi criado através do concurso "Make My Video" na MTV. Os vídeos finais selecionados tinham um tema semelhante a um cenário inspirado nos anos 50 e o enredo após a letra da música. "True Blue" foi apresentado na Who's That Girl World Tour (1987) e a Rebel Heart Tour (2015-2016).

## Antecedentes e produção
Quando Madonna começou a trabalhar em seu terceiro álbum de estúdio, True Blue, em 1985, ela já estava em um relacionamento com o ator Sean Penn, com quem se casou até o final do ano. Foi o primeiro álbum em que a cantora atuou no papel de produtora musical e quis acrescentar sua própria "sofisticação". Seu otimismo assimilou nas músicas criadas, incluindo a faixa-título, que ela co-escreveu e co-produziu com Stephen Bray. Segundo Madonna, "True Blue" leva o título de uma expressão favorita de Penn e de sua visão muito pura do amor. A música e o álbum foram os "descarados namorados de Madonna" para Penn. Em uma entrevista, Bray disse: "Ela [Madonna] estava muito apaixonada. Era óbvio que se ela está apaixonada, ela escreve canções de amor. Se ela não está apaixonada, ela definitivamente não estará escrevendo músicas de amor". Em 2015, Madonna disse que "True Blue" é "uma música sobre o amor verdadeiro. Eu não sabia do que estava falando quando a escrevi".

## Composição e letra
"True Blue" é uma música dance-pop inspirada musicalmente pelos grupos femininos da Motown dos anos 1960, considerados os primeiros exponetes do som musical de Madonna, e a música que ela cresceu ouvindo em sua cidade natal, Detroit. A música é composta na clave de Si maior. É definido em um medidor quádruplo composto, comumente usado em doo-wop, e tem um ritmo moderado de 118 batimentos por minuto.  "True Blue" apresenta instrumentação de um violão, sintetizador, teclados e bateria para a linha de baixo, com uma sequência básica de Si-Sol♯m-Mi-Si♯ como sua principal progressão harmônica.
O alcance vocal de Madonna se estende um pouco menos de uma oitava e meia, de Fá sustenido♯3 a Si bemol#4. O coro é apoiado por sons de sinos tocando, verso alternativo "Desta vez eu sei que é verdade" que é cantada por três cantores de fundo durante o interlúdio, e um contrabaixo melodia que a apresenta vocais durante o segundo refrão. As letras são construídas em forma de verso-coro, com o tema sendo os sentimentos de Madonna por Penn; ele usa a palavra de amor arcaico "querida" na linha "Apenas pense e lembre-se, querida"  Segundo a autora Lucy O'Brien, que escreveu em sua biografia Madonna: Like a Icon, a composição verso e coro lembra o single "Chapel of Love" de The Dixie Cups de 1964, com os cantores Siedah Garrett e Edie Lehman acompanha os convincentes vocais "femininos" de Madonna como um coral.

## Recepção

### Crítica

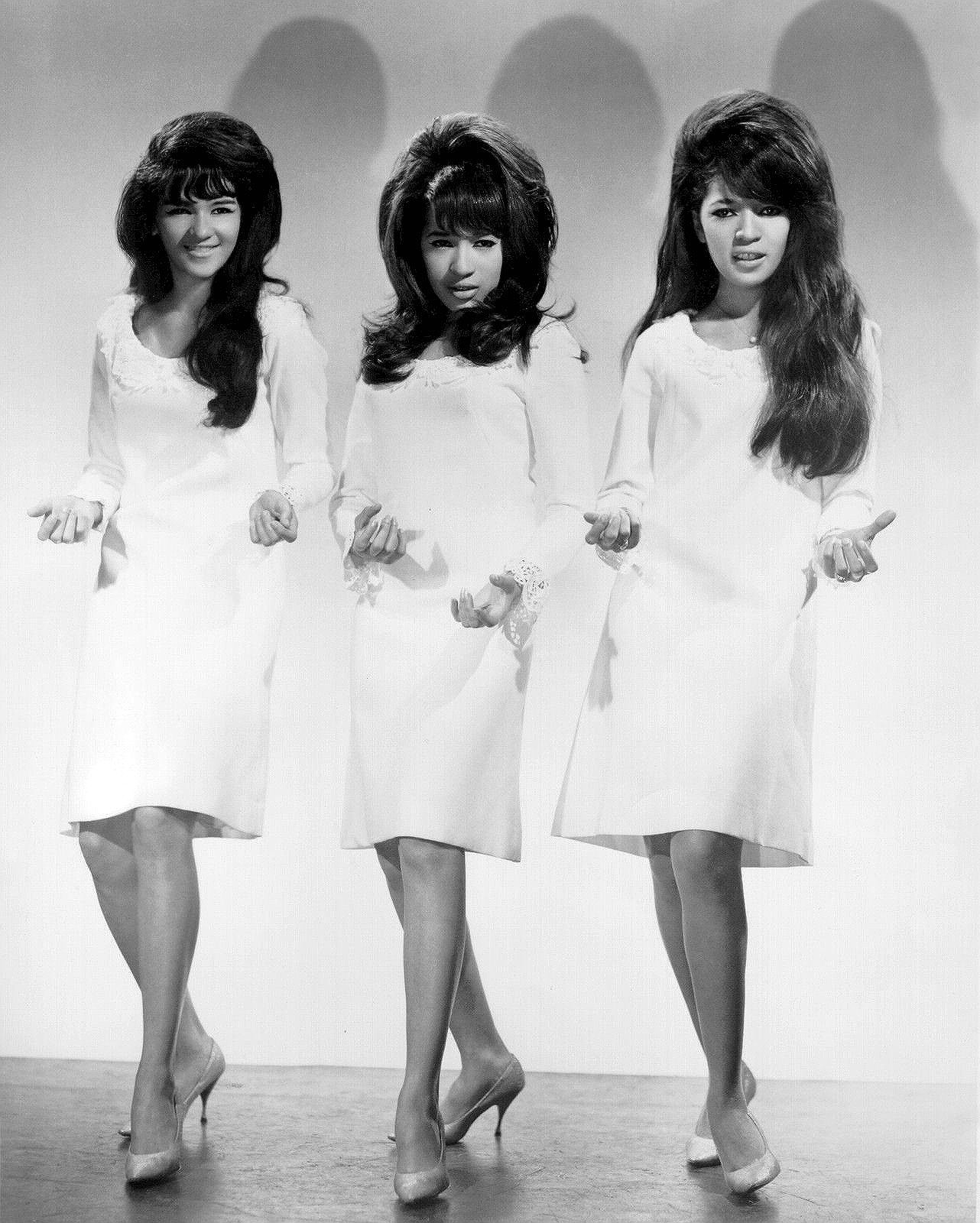
"True Blue" foi comparada por alguns criticos aos trabalhos do The Ronettes (foto).

Davitt Sigerson, da Rolling Stone, disse que a música "desperdiça uma batida clássica e um título imensamente promissor". Em seu livro Madonna: An Intimate Biography, o jornalista J. Randy Taraborrelli descreveu a música como "a faixa mais divertida e alegre de todo o projeto True Blue, com um toque retrô dos anos 50". No livro Rock 'n' Roll Gold Rush, autor Maury Dean disse que a música como uma "obra-prima da simplicidade entrelaçada com complexidade secreta", acrescentando que "por um lado, é apenas uma cantiga básica de esquina de rua, com quatro acordes básicos. Em outro contexto, é uma manta harmônica de contraponto, girando com timbre estrelado e unidade dinâmica". Rikky Rooksby, em seu livro The Complete Guide to the Music of Madonna, disse que "True Blue" é "uma versão sacarina uptempo de 'Shoo-Bee-Do' (de Like a Virgin) com rimas telegráficas... [É] uma música que é meramente fofa e realmente não é a faixa-título de um álbum". O'Brien rebaixou a faixa como uma "cantiga" que continha "nostalgia sentimentaloide" com os vocais convincentes tornando-o contemporâneo.
Um crítico de The Wichita Eagle não gostou da faixa, acreditando que ela era "perfeita e neutra" em comparação com as outras músicas do álbum. No entanto, Daniel Brogan, do Chicago Tribune, acreditava que a música era boa, chamando-a de "impressionante" como o resto do álbum, e Jan DeKnock do mesmo jornal acreditava que era "charmosa". Steve Morse, do The Boston Globe, ao descrever a música, disse que era uma "tentativa de ser uma Helen of Troy dos anos 80". Sal Cinquemani, da Slant, s chamou de "um autêntico retrocesso ao pop da era do grupo de garotas". Para o AllMusic, Stephen Thomas Erlewine sentiu que 'True Blue' era um 'truque verdadeiro' de Madonna para manter seu status de 'diva dance-pop' e recordou o clássico influência garota pop.
Escrevendo para o site Stuff.co.nz, James Croot listou a faixa como a "glória da coroa" no álbum, descrevendo-a como uma "cantiga inspirada nos anos 50, é simplesmente a perfeição de fazer uma música pop". Terry Hearn, do The Metropolist, opinou que chamar "True Blue" de "datado e simplista" não considerava que a música fosse feita para um gênero musical específico. Ela comparou os vocais de Madonna com músicas de The Supremes e padrões dos anos 1950-60. Hearn terminou dizendo: "Compreensivelmente, ouvir isso da mulher que estava cantando Like a Virgin um ano antes poderia ser desorientador, mas que façanha é chocar as pessoas por ser tão simples e pura. Larry Bartleet, da NME, classificou-a como um dos melhores singles de Madonna, descrevendo a faixa como tendo "uma melodia pop otimista e letras esmagadoras sobre o amor que deu errado".

### Comercial

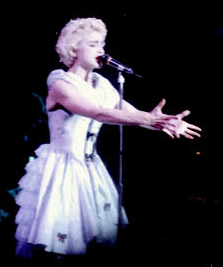
Madonna perfomando "True Blue" na Who's That Girl World Tour (1987).

"True Blue" foi lançado nos Estados Unidos em outubro de 1986. Ele estreou na Billboard Hot 100 no número 40, seis semanas depois, atingiu o número três, permanecendo na posição por três semanas consecutivas e passou um total de 16 semanas na tabela. A música teve um desempenho igualmente bom nas outras tabelas da Billboard, chegando ao número cinco no Adult Contemporary, e ao número seis na tabela da Hot Dance Club Songs Em outubro de 1998, o single foi certificado em ouro pela Recording Industry Association of America (RIAA) por comercializar 500,000 unidades no país. No Canadá, a música estreou no número 84 da tabela de singles da RPM em 27 de setembro de 1986, alcançou o topo por uma semana em novembro de 1986 e permaneceu na parada por 23 semanas. Terminou no número 37 na tabela de final de ano.
No Reino Unido, "True Blue" foi lançado em 29 de setembro de 1986. Ele estreou no número três na UK Singles Chart, antes de subir para o número um na semana seguinte, tornando-se o terceiro single número um de Madonna lá. Ele foi certificado ouro pela British Phonographic Industry (BPI), em outubro de 1986. De acordo com os Official Charts Company, a canção já vendeu 557,000 cópias lá até agosto de 2016. A canção alcançou a posição número um por duas semanas em outubro de 1986 na Irlanda, tornando-o seu quarto single número um. Na Europa continental, "True Blue" também liderou o Eurochart Hot 100 por uma semana em outubro de 1986. Chegou ao topo entre os cinco primeiros na Bélgica e nos Países Baixos, e entre os dez melhores na Alemanha, Áustria, França e Suíça. Na África do Sul, Austrália e Nova Zelândia, "True Blue" o top cinco, e foi certificada como platina no segundo, pela Australian Recording Industry Association (ARIA) pelas vendas de 70,000 cópias do single.

## Videoclipes

### Versão oficial

Uma cena do videoclipe de "True Blue", no qual Madonna exibe um corte de cabelo loiro e bufante.

"True Blue" tinha dois videoclipes para acompanhá-lo. Filmado no início de setembro de 1986 em Nova Iorque, o próprio vídeo de Madonna para a música foi dirigido por James Foley, que trabalhou com Madonna em seus vídeos para "Live to Tell" e  "Papa Don't Preach", produzido por Robert Colesberry e David Massar com fotografia de Michael Ballhaus. A versão Foley apresenta Madonna com três dançarinos e um carro dos anos 50 em uma lanchonete totalmente azul. Madonna muda seu penteado de corte curto usado em "Papa Don't Preach" para um penteado loiro platinado e canta a música em movimentos coreografados apoiados por seus dançarinos.
O fundo azul muda para um ensolarado enquanto ela canta "O sol está saindo do céu" para acompanhar o significado lírico da música. Duas das amigas íntimas de Madonna, Erika Belle e Debi Mazar aparecem no vídeo. O vídeo foi lançado em um momento em que ela estava passando por um casamento fracassado com o então ator Sean Penn. Durante esse período, Madonna se concentrou em moda e atitudes mais tradicionais e tentou parecer mais respeitosa com os papéis tradicionais de gênero. Depois de explorar sua imagem de gatinha sexual com o videoclipe "Live to Tell", Madonna novamente adotou um novo visual para este vídeo. A Sports Connection, foi a responsável por sua aparência atenuada no vídeo.

### Concurso "Make My Video"
A Sire Records decidiu optar por um dispositivo promocional nos Estados Unidos que envolvesse os espectadores da MTV a fazer seus próprios vídeos para "True Blue". No outono de 1986, a MTV pediu aos espectadores que enviassem seus próprios vídeos. O concurso foi conhecido como "Concurso Madonna 'Make My Video'". O vencedor recebeu uma viagem ao estúdio da MTV em Nova Iorque, onde Madonna apresentou um cheque de US$ 25.000 ao vivo na MTV. Milhares de telespectadores enviaram suas fitas gravadas, que eram feitas principalmente com equipamento de vídeo caseiro e apresentavam a si mesmos ou parentes como atores. O publicitário da MTV, Peter Danielson disse que muitas das apresentações incluíam adolescentes imitando Madonna. Todas as entradas foram mostradas em uma execução contínua na MTV, conforme prometido. A mesma música foi tocada várias vezes durante todo o dia, mas cada vez com um vídeo diferente feito pelos finalistas. A autora Lisa A. Lewis disse que esse evento enfatizou o efeito que Madonna teve em diferentes tipos de público devido à popularidade e resposta ao concurso. A MTV selecionou dez finalistas com base principalmente em um padrão de popularidade, em vez de se apoiar na astúcia da produção ou na criatividade do conceito.
Os conceitos usados nos vídeos foram amplos e incluíram várias idéias diferentes para interpretar o significado lírico da música. As três entradas finais selecionadas retrataram uma produção no estilo dos anos 50, referente ao conteúdo temático da música. A narração da música sobre "True Love" formou a base do restante dos vídeos semi-finalistas, mas foi usada de maneiras muito diferentes. Os vídeos foram coreografados com romance heterossexual, embora nenhum protagonista masculino ou feminino tenha sido escolhido. Alguns até adotaram um tipo de técnica de montagem literal, em vez de estruturar o vídeo em torno de uma linha narrativa.
A participação vencedora foi de Angel Garcia e Cliff Guest, que filmaram o vídeo por menos de US$ 1.000 (equivalente a US$ 2.332 em 2019) e receberam um prêmio em dinheiro de US$ 25.000 (equivalente a US$ 58.311 em 2019).. O clipe mostra a protagonista feminina (interpretada pela irmã do diretor Anabel Garcia) sendo apoiada e guiada por seus namoradoss que a apresentam com o protagonista masculino. A garota chega até a porta do menino para presentear flores, revertendo, assim, o padrão usual de dar presentes, direcionado por gênero. O protagonista masculino é retratado como um "garoto perfeito" (interpretado por William Fitzgibbon), com sensibilidades como atenção, fofura, brincadeira como um amigo (depois da letra "Você é meu melhor amigo") e não implicações sexuais. O vídeo, por sua vez, contrasta com um garoto egocêntrico que coloca óculos de sol, joga a jaqueta de couro por cima do ombro e se afasta da garota. Outros vídeos retrataram uma garota ansiando por seu marinheiro, relações EUA-Soviéticas e um casal discutindo com a garota em uma cena inspirada pelo videoclipe das relações EUA-Soviéticas e um casal discutindo com a garota em uma cena inspirada pelo videoclipe de Tina Turner, "What's Love Got to Do with It".

## Apresentações ao vivo

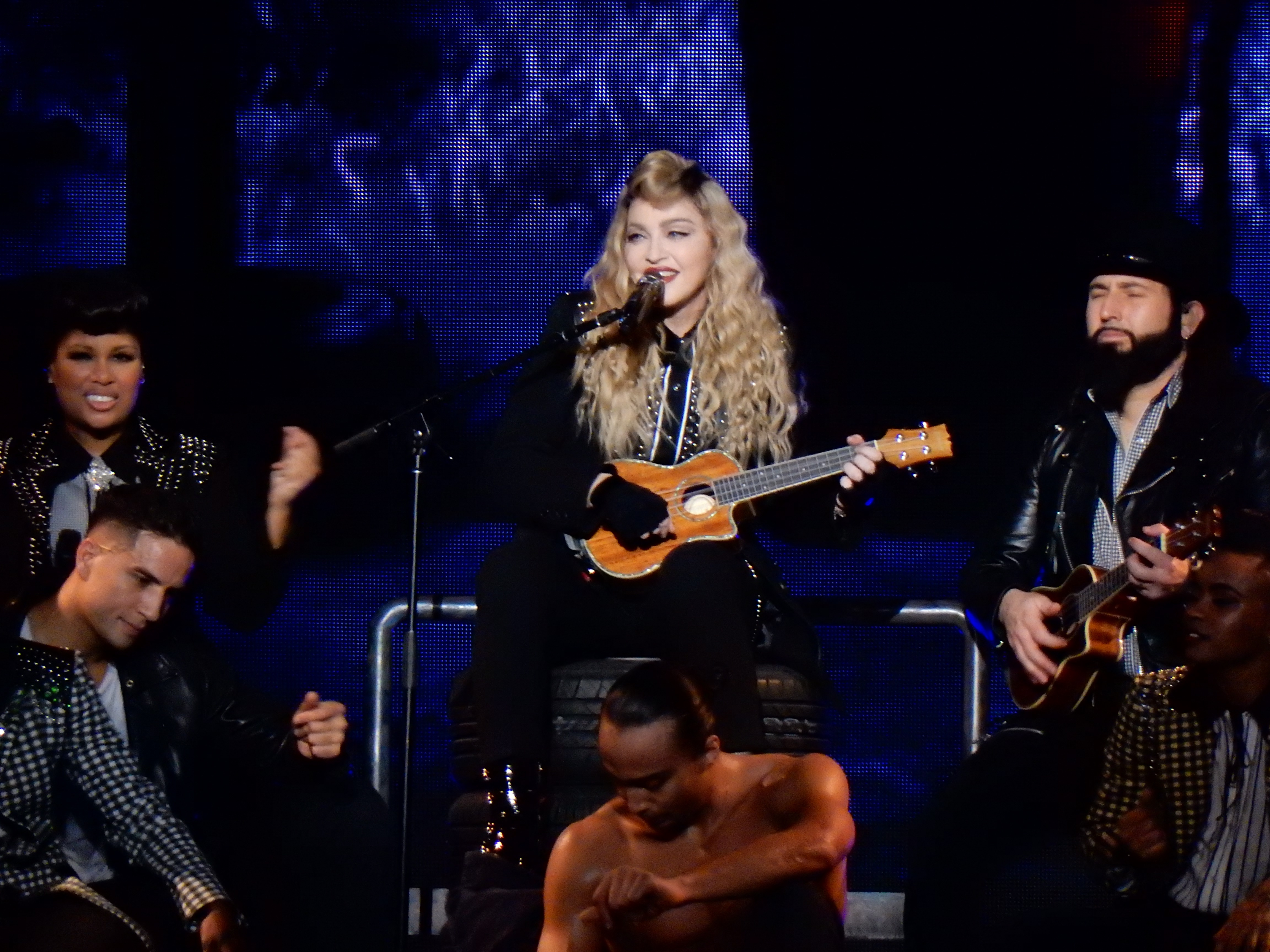
Madonna performando uma versão acústica de "True Blue" durante Rebel Heart Tour (2015–2016).

Madonna tocou a música pela primeira vez em 1987 na Who's That Girl World Tour. Depois de terminar uma apresentação de "Lucky Star", ela subiu ao palco usando um vestido de seda azul para cantar a música. Situada em um cenário semelhante ao videoclipe da música, Madonna teve o apoio de seus cantores, que interpretaram seus namorados. No final da música, um dançarino pede que ela dance. Esse número, junto com muitos outros na turnê, foi coreografado por Jeffrey Hornaday, que havia trabalhado no filme Flashdance de 1983. Duas apresentações diferentes da música na turnê foram incluídas em dois lançamentos em vídeo: Who's That Girl: Live in Japan, filmado em Tóquio, Japão, em 22 de junho de 1987, e Ciao Italia: Live from Italy, filmado em Turim, Itália, em 4 de setembro de 1987.
Madonna não tocou a música novamente até 2015-16, como parte de sua Rebel Heart Tour. Ela tocou uma versão acústica, movida a ukulele, sentada no topo de uma pilha de pneus, enquanto pedia à platéia que cante junto com ela. Ao escrever para o Daily News, Jim Farber sentiu que, durante a performance "[Madonna] enfatizou uma rara sinceridade", enquanto Jordan Zivitz, do Montreal Gazette, opinou que "era ao mesmo tempo carinhoso e, superado por um canto improvável de mais de 16,000 vozes, um momento de arrepios que parecia mais grandioso do que as peças que o cercavam".  Glenn Gambo, do Newsday, a deu um feedback semelhante, dizendo que a "versão acústica adorável de "True Blue" era uma rara reverência ao romance, o mais doce dos sentimentos de Madonna". O desempenho da música no 19-20 março de 2016 nos shows na Allphones Arena em Sydney foi gravado e lançado em quinto álbum ao vivo de Madonna, Rebel Heart Tour.

## Formatos e lista de faixas
| - Single de 7" (Europa) 1. "True Blue" (Remix/Edit) – 4:22 2. "Holiday" (Edição) – 3:50 - Single de 7" (Japão/EUA) 1. "True Blue" – 4:16 2. "Ain't No Big Deal" – 4:12 - Single de 7" (Reedição) 1. "True Blue" – 4:16 2. "Live to Tell" – 4:37 - Single de 12" (Reino Unido) 1. "True Blue" (Versão de Dance Padrão) – 6:37 2. "Holiday" (Versão Completa) – 6:08 | - Maxi-single de 12" (EUA) 1. "True Blue" (The Color Mix) – 6:37 2. "True Blue" (Instrumental) – 6:56 3. "True Blue (Remix/edição) – 4:22 4. "Ain't No Big Deal" – 4:12 - Maxi Single (Alemanha / Reino Unido) 1. "True Blue" (The color mix) – 6:37 2. "Holiday" – 6:10 - CD Super Club Mix (Austrália / Japão) 1. "True Blue" (The Color Mix) – 6:37 2. "Everybody" (Versão Dub) – 9:23 3. "Papa Don't Preach" (Remix) – 5:45 4. "Everybody" (Versão Padrão) – 5:56 5. "Live to Tell" (Instrumental) – 5:49 |

## Créditos e equipe
- Madonna – letras, produtora, voz
- Steve Bray – bateria, teclados, letras de músicas, produtor
- Bruce Gaitsch – guitarra rítmica
- Fred Zarr – teclados adicionais
- Steve Peck – engenheiro
- Shep Pettibone – remixes
- Herb Ritts – fotografia
- Jeri McManus – design/arte

Créditos adaptados das notas principais do álbum.

## Desempenho nas tabelas musicais

### Tabelas semanais
| Tabela musical (1986)                 | Melhor posição |
| ------------------------------------- | -------------- |
| Alemanha (Offizielle Top 100)         | 6              |
| Austrália (Kent Music Report)         | 5              |
| Áustria (Ö3 Austria Top 40)           | 9              |
| Bélgica (Ultratop 50 de Flandres)     | 2              |
| Canadá (RPM Single Chart)             | 1              |
| Espanha (PROMUSICAE)                  | 12             |
| Estados Unidos (Adult Contemporary)   | 5              |
| Estados Unidos (Billboard Hot 100)    | 3              |
| Estados Unidos (Hot Dance Club Songs) | 6              |
| Europa (European Hot 100 Singles)     | 1              |
| França (SNEP)                         | 6              |
| Islândia (RÚV)                        | 4              |
| Irlanda (IRMA)                        | 1              |
| Nova Zelândia (Recorded Music NZ)     | 3              |
| Países Baixos (Dutch Top 40)          | 4              |
| Países Baixos (Single Top 100)        | 4              |
| Reino Unido (UK Singles Chart)        | 1              |
| Suécia (Sverigetopplistan)            | 18             |
| Suíça (Schweizer Hitparade)           | 6              |

| Tabela musical (1986–87)              | Posição |
| ------------------------------------- | ------- |
| Australia (Kent Music Report)         | 45      |
| Brasil (Top 10 Brasil)                | 2       |
| Canadá (RPM)                          | 31      |
| Estados Unidos (Billboard Hot 100)    | 76      |
| Europa (European Hot 100 Singles)     | 33      |
| Países Baixos (Single Top 100)        | 19      |
| Reino Unido (Official Charts Company) | 10      |

## Certificações
| Região                                                                                 | Certificação | Vendas   |
| -------------------------------------------------------------------------------------- | ------------ | -------- |
| Austrália (ARIA)                                                                       | Platina      | 70,000^  |
| Estados Unidos (RIAA)                                                                  | Ouro         | 500,000^ |
| Reino Unido (BPI)                                                                      | Platina      | 557,000  |
| *vendas baseadas apenas na certificação ^distribuições baseadas apenas na certificação |              |          |